# Copa Perú 1972
La Copa Perú 1972 fue la edición número 6 en la historia de la competición. El torneo otorgó un cupo al torneo de Primera División y finalizó el 13 de marzo tras terminar el hexagonal final que tuvo como campeón al Atlético Grau. Con el título obtenido este club lograría el ascenso al Campeonato Descentralizado 1972.

## Etapa Regional
Esta etapa se jugó con 23 equipos luego de la finalización de la "Etapa Departamental" que clasificó al equipo campeón cada Departamento del Perú (excepto la Provincia Constitucional del Callao).

### Región Norte A
| Departamento | Club                | Ciudad     |
| ------------ | ------------------- | ---------- |
| Cajamarca    | UTC                 | Cajamarca  |
| Lambayeque   | Deportivo Municipal | Lambayeque |
| Piura        | Atlético Grau       | Piura      |
| Tumbes       | Husares de Junín    | Tumbes     |

- Clasificado: Atlético Grau

### Región Norte B
| Departamento | Club              | Ciudad            |
| ------------ | ----------------- | ----------------- |
| Áncash       | Deportivo Sogesa  | Chimbote          |
| Huánuco      | León de Huánuco   | Huánuco           |
| La Libertad  | Alianza San Pedro | San Pedro de Lloc |
| Pasco        | Alianza Huarón    | Huayllay          |

- Clasificado: León de Huánuco

### Región Oriente
| Departamento | Club             | Ciudad      |
| ------------ | ---------------- | ----------- |
| Amazonas     | Universitario    | Chachapoyas |
| Loreto       | Politécnico      | Iquitos     |
| San Martín   | Cultural Juanjuí | Juanjuí     |

- Clasificado: Cultural Juanjuí

### Región Centro
| Departamento | Club                   | Ciudad       |
| ------------ | ---------------------- | ------------ |
| Huancavelica | Centro de Salud        | Huancavelica |
| Ica          | San Martín             | Ica          |
| Junín        | Deportivo Junín        | Huancayo     |
| Lima         | Atlético Independiente | Cañete       |

- Clasificado: Deportivo Junín

### Región Sureste
| Departamento  | Club               | Ciudad           |
| ------------- | ------------------ | ---------------- |
| Apurímac      | Deportivo Bancario | Abancay          |
| Ayacucho      | Alianza Huamanga   | Ayacucho         |
| Cusco         | Cienciano          | Cusco            |
| Madre de Dios | Sacachispas        | Puerto Maldonado |

- Clasificado: Cienciano

### Región Sur
| Departamento | Club              | Ciudad   |
| ------------ | ----------------- | -------- |
| Arequipa     | Deportivo Carsa   | Arequipa |
| Moquegua     | Social Chalaca    | Ilo      |
| Puno         | Alfonso Ugarte    | Puno     |
| Tacna        | Coronel Bolognesi | Tacna    |

- Clasificado: Deportivo Carsa

## Hexagonal final
| Equipo           | PJ | PG | PE | PP | GF | GC | DG | Pts |
| ---------------- | -- | -- | -- | -- | -- | -- | -- | --- |
| Atlético Grau    | 5  | 5  | 0  | 0  | 14 | 5  | +9 | 10  |
| León de Huánuco  | 5  | 3  | 1  | 1  | 10 | 8  | +2 | 7   |
| Deportivo Junín  | 5  | 2  | 1  | 2  | 10 | 11 | -1 | 5   |
| Cienciano        | 5  | 0  | 4  | 1  | 9  | 11 | -2 | 4   |
| Cultural Juanjuí | 5  | 1  | 1  | 3  | 9  | 12 | -3 | 3   |
| Deportivo Carsa  | 5  | 0  | 1  | 4  | 4  | 7  | -3 | 1   |

|  | Campeón y ascenso a Primera |
|  | Ascenso a Primera           |
| \| Jor. \| Fecha \| Estadio \| Ciudad \| Local \| Score \| Visitante \| \| ---- \| ---------- \| -------- \| ------ \| ---------------- \| ----- \| ---------------- \| \| 1 \| 29-02-1972 \| Nacional \| Lima \| Cultural Juanjuí \| 2-1 \| Deportivo Carsa \| \| 1 \| 29-02-1972 \| Nacional \| Lima \| Deportivo Junín \| 2-2 \| Cienciano \| \| 1 \| 29-02-1972 \| Nacional \| Lima \| Atlético Grau \| 3-0 \| León de Huánuco \| \| 2 \| 03-03-1972 \| Nacional \| Lima \| León de Huánuco \| 3-1 \| Cultural Juanjuí \| \| 2 \| 03-03-1972 \| Nacional \| Lima \| Deportivo Junín \| 3-2 \| Deportivo Carsa \| \| 2 \| 03-03-1972 \| Nacional \| Lima \| Atlético Grau \| 3-1 \| Cienciano \| \| 3 \| 06-03-1972 \| Nacional \| Lima \| Atlético Grau \| 2-0 \| Deportivo Junín \| \| 3 \| 06-03-1972 \| Nacional \| Lima \| León de Huánuco \| 2-0 \| Deportivo Carsa \| \| 3 \| 06-03-1972 \| Nacional \| Lima \| Cienciano \| 3-3 \| Cultural Juanjuí \| \| 4 \| 10-03-1972 \| Nacional \| Lima \| León de Huánuco \| 2-2 \| Cienciano \| \| 4 \| 10-03-1972 \| Nacional \| Lima \| Deportivo Junín \| 3-2 \| Cultural Juanjuí \| \| 4 \| 10-03-1972 \| Nacional \| Lima \| Atlético Grau \| 4-3 \| Deportivo Carsa \| \| 5 \| 13-03-1972 \| Nacional \| Lima \| Cienciano \| 1-1 \| Deportivo Carsa \| \| 5 \| 13-03-1972 \| Nacional \| Lima \| Atlético Grau \| 2-1 \| Cultural Juanjuí \| \| 5 \| 13-03-1972 \| Nacional \| Lima \| León de Huánuco \| 3-2 \| Deportivo Junín \| |            |          |        |                  |       |                  |
| Jor. | Fecha      | Estadio  | Ciudad | Local            | Score | Visitante        |
| 1 | 29-02-1972 | Nacional | Lima   | Cultural Juanjuí | 2-1   | Deportivo Carsa  |
| 1 | 29-02-1972 | Nacional | Lima   | Deportivo Junín  | 2-2   | Cienciano        |
| 1 | 29-02-1972 | Nacional | Lima   | Atlético Grau    | 3-0   | León de Huánuco  |
| 2 | 03-03-1972 | Nacional | Lima   | León de Huánuco  | 3-1   | Cultural Juanjuí |
| 2 | 03-03-1972 | Nacional | Lima   | Deportivo Junín  | 3-2   | Deportivo Carsa  |
| 2 | 03-03-1972 | Nacional | Lima   | Atlético Grau    | 3-1   | Cienciano        |
| 3 | 06-03-1972 | Nacional | Lima   | Atlético Grau    | 2-0   | Deportivo Junín  |
| 3 | 06-03-1972 | Nacional | Lima   | León de Huánuco  | 2-0   | Deportivo Carsa  |
| 3 | 06-03-1972 | Nacional | Lima   | Cienciano        | 3-3   | Cultural Juanjuí |
| 4 | 10-03-1972 | Nacional | Lima   | León de Huánuco  | 2-2   | Cienciano        |
| 4 | 10-03-1972 | Nacional | Lima   | Deportivo Junín  | 3-2   | Cultural Juanjuí |
| 4 | 10-03-1972 | Nacional | Lima   | Atlético Grau    | 4-3   | Deportivo Carsa  |
| 5 | 13-03-1972 | Nacional | Lima   | Cienciano        | 1-1   | Deportivo Carsa  |
| 5 | 13-03-1972 | Nacional | Lima   | Atlético Grau    | 2-1   | Cultural Juanjuí |
| 5 | 13-03-1972 | Nacional | Lima   | León de Huánuco  | 3-2   | Deportivo Junín  |

|                         |
| Atlético Grau 1º título |